# Dipartimento di Candelaria
Candelaria è un dipartimento argentino, situato nel sud-ovest della provincia di Misiones, con capoluogo Santa Ana.
Esso confina con i dipartimenti di San Ignacio, Oberá, Leandro N. Alem e La Capital, e con lo stato del Paraguay.
Secondo il censimento del 2010, su un territorio di 913 km², la popolazione ammontava a 27.040 abitanti.
Municipi del dipartimento sono:
- Bonpland
- Candelaria
- Cerro Corá
- Loreto
- Mártires
- Profundidad
- Santa Ana